# Kawerna w Wielkanocy
Kawerna w Wielkanocy lub Kawerna VI – kawerna na wzgórzu Wielkanoc w Dzielnicy VIII Dębniki w Krakowie.

## Opis kawerny
Kawerna wykuta została w wapieniach pochodzących z jury późnej. Ma rozbudowany system korytarzy o łącznej długości 300 m. Ma też wiele otworów, ale wejść można tylko dwoma (nr 1 i 2). Otwory nr 1, 2 i 3 mają ekspozycję wschodnią, a dokładniej ENE. Ciągną się za nimi równoległe korytarze, połączone z sobą dwoma ciągami korytarzy poprzecznych, w których znajdują się sale. Główny otwór (nr 1) znajduje się na obrzeżu lasu na północnym stoku wzniesienia Wielkanoc, w odległości około 15 m na północny zachód od dużego zakrętu ulicy Widłakowej. Otwór drugi znajduje się 15 metrów na północ od pierwszego. Otwór 3 został zasypany, otwory nr 4 i 5 znajdują się po zachodniej stronie wzgórza na przedłużeniu korytarza biegnącego od otworu nr 2. Zamknięte są kratą. Ponadto kawerna ma kanały wentylacyjne.
Za otworem pierwszym znajduje się główny korytarz kawerny. Jego początkowa część ma wysokość 2 m, początkowo szerokość 0,9 m, potem rozszerza się do 1,5–2 m i jest obmurowana. Dalej znajdują się w korytarzu wnęki oraz kanały wentylacyjne. Pierwsze skrzyżowanie z korytarzami poprzecznymi znajduje się w odległości 25 m od otworu. 
Dno kawerny pokryte jest rumoszem skalnym, miejscami zmieszanym z piaskiem i iłem. Jest sucha, woda kapie ze stropu tylko po deszczu. Przewiew występuje tylko w głównym korytarzu. Światło słoneczne dociera na odległość kilku metrów od otworów, dalej tylko na obmurowanym odcinku korytarza od otworów 4 i 5.

## Historia
Kawernę wykuli Austriacy przed I wojną światową podczas budowy Twierdzy Kraków. Służyła m.in. jako magazyn amunicji. Pod koniec XX wieku jej pomieszczenia wykorzystywane były jako magazyn. W korytarzu za otworem nr 1 zamontowano szyny, po których poruszał się wózek transportowy. Pozostałością po magazynie są resztki drewnianych skrzynek oraz kraty na otworach nr 4 i 5. Obecnie kawerna nie jest wykorzystywana, natomiast całe wzgórze Wielkanoc wraz z kawerną zostało włączone do rekreacyjnego terenu Krakowa o nazwie Uroczysko Kostrze.   
Dokumentację opracował B. Słobodzian w grudniu 1996 r. On też sporządził jej plan.
|  |  |  |